# Det går an
Det går an är en kortroman av Carl Jonas Love Almqvist. Den skrevs 1838, publicerades till julen 1839, men kom senare även att, i omarbetat skick, ingå i band III av den så kallade imperialoktavupplagan av Törnrosens bok, vilken utkom 1850.
Almqvist gav ut Det går an i flera olika upplagor med stora ändringar, vilket gör boken extra intressant ur ett filologiskt perspektiv.
Det går an är ett angrepp på, i första hand, äktenskapet som livslång institution och på det skråväsende som hindrade kvinnor att bli ekonomiskt självständiga. Bokens sociala tendens väckte livlig debatt och "det-går-an-litteraturen" blev ett begrepp.

## Handling

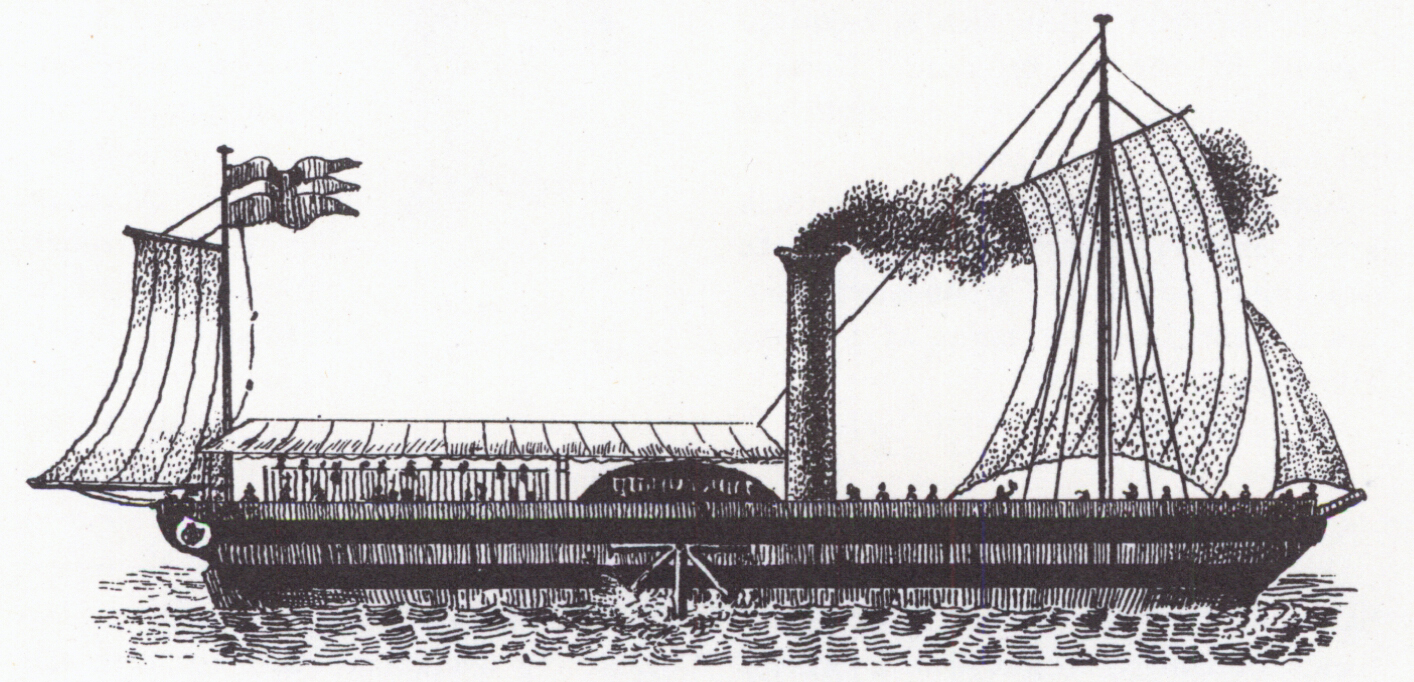
Under en resa med ångbåten Yngve Frey blir Sara och Albert förälskade.

Under en resa, bland annat med ångbåten Yngve Frey, mellan Stockholm och Lidköping förälskar sig sergeanten Albert och glasmästardottern Sara Videbeck i varandra. De stannar några dagar på vägen och lever som man och hustru. Men Sara vill inte gå med på något äktenskap i laglig mening, då hon har för sorgliga erfarenheter av en sådan förbindelse från sitt eget hem. Hon har ingenting emot att tillhöra Albert men vill inte bli hans maka, inte offra sin självständighet, sitt bohag eller sina ägodelar för att en annan ska få rättighet över henne.
Dessutom kan den tid komma då de ledsnar på varandra. Vad vore det då för välsignelse med att prästen läst över dem? Det var bara signerier, och "signerier tjäna till intet". Bäst är för övrigt att aldrig flytta tillsammans, så riskerar man inte att tråka ut varandra, menar Sara.
Det blir som Sara vill. Albert flyttar till Lidköping, där Sara äger ett hus, och av henne hyr han rum. De bli "makar" utan äktenskap och utan att bo tillsammans.
"Går allt detta an, Albert?" frågar Sara. "I hela uttrycket av hans ansikte låg detta svar: ’Det går an’." Med dessa ord slutar boken.

## Reaktionen
Utgivningen av Det går an bidrog starkt till att Almqvist tvingades lämna sin tjänst som rektor för Nya Elementarskolan i Stockholm. Boken låg honom till last också i hans tilltänkta karriär som präst. Ännu vid landsflykten 1851 gick Almqvist under benämningen "Det-går-an-prästen" bland sina belackare. Almqvist brännmärktes i den allmänna opinionen som osedlighetsförfattare. Hans uttalanden och syften förvrängdes och misstänkliggjordes. 
En hel ny litteraturgenre, "det-går-an-litteratur", uppstod med anledning av Det går an, en litteratur som nästan uteslutande angrep Almqvist. Till denna "det-går-an-litteratur" hör bland annat Det går an. Fortsättning (av J. V. Snellman, 1840), Sara Widebeck. En tafla ur lifvet, af -e. Fortsättning till Det går an N:o 1 och Det går an N:o 2 (av August Blanche, 1840), Månne det går an? (av Malla Silfverstolpe, 1840) och Törnrosens bok. Nemligen den äkta och veritabla (av V. F. Palmblad, 1840), en humoristisk granskning i novellform av Almqvists hela författarskap. Striden med Blanche blev lång och infekterad. Almqvist anklagade Blanche för att vara av oäkta börd, det "Almqvistska dådet". Blanche utmanade då Almqvist på duell och när Almqvist inte hörsammade detta spottade August Blanche honom i ansiktet vid ett möte i Strömparterren. Detta väckte en enorm skandal.
År 1840 gav Wilhelmina Stålberg (1803-1872) ut Eva Widebeck eller Det går aldrig an : en arabesk ur lifwet / af Faster Karin. År 1908 kom Karl Warburg (1852-1918) med "Det går an" : dess litteraturhistoriska förutsättningar : striden om dess tendens.
År 1846 upphävdes skråväsendet. Medan äktenskapet som institution ännu är vanligt, är den typ av sambo- och särboförhållanden som paret i boken inleder numera ett relativt utbrett fenomen.

## I kulturen
I Lidköping finns numera ett flertal ställen som refererar till Sara Videbeck. Detta inkluderar en gata, en inredningsbutik och en staty.

### Följdskrifter
- Blanche, August (1840). Sara Widebeck : en tafla ur lifvet. Stockholm. Libris 2240481. http://litteraturbanken.se/#!/forfattare/BlancheA/titlar/SaraWidebeckEnTafla/info
- Palmblad, Vilhelm Fredrik (1840). Törnrosens bok, nemligen den äkta och veritabla. Uppsala. Libris 1576276. http://litteraturbanken.se/#!/forfattare/PalmbladVF/titlar/TornrosensBokNemligen/info
- Silfverstolpe, Malla (1840). Månne det går an? : fortsättning af "Det går an". Uppsala. Libris 1575631. http://litteraturbanken.se/#!/forfattare/SilfverstolpeM/titlar/ManneDetGarAn/info
- Slängkyss åt Törnrosens boks och nu-tidens förnämsta svenska författarinnors snille. Linköping. 1841. Libris 2240463. http://litteraturbanken.se/forfattare/Anonym/titlar/Slangkyss/info
- Snellman, Johan Vilhelm (1840). Det går an : en tafla ur lifvet  : fortsättning. Stockholm. Libris 1575641. http://litteraturbanken.se/#!/forfattare/SnellmanJV/titlar/DetGarAnEnTaflaUrLifvet/info